# Корсакс, Петерис
Петерис Корсакс (латыш. Pēteris Korsaks; 15 декабря 1937, «Londā», Вишкери, Малтская волость — 22 мая 2024, Латвия) — советский и латвийский фотограф, фотоисторик, один из основателей Латвийского музея фотографии. Офицер Ордена Трёх звёзд.
Петерис Корсакс родился в деревне Вишкери Малтской волости 15 декабря 1937 года. Семья Корсакса была репрессирована во время оккупации СССР — в 1945 отец был арестован и в 1948 году умер в ссылке в Сибири. Движимое имущество семьи было конфисковано. Обучался в Малтской средней школе. В 1958 году в Риге получил специальность механика телекоммуникаций, затем оператора экструзионной машины. С 1960 по 1965 год работал в Рижском узле связи. С 1965 по 1977 год работал на заводе по переработке пластика «Ausma» в Олайне. С 1970 по 1980 год был участником фотоклуба «Гамма» (Gamma), участвовал в выставках клуба, а также некоторое время был художественным руководителем фотоклуба. Позднее Петерис Корсакс был заведующим сектором издательской и рекламной деятельности Латвийского этнографического музея, экспертом по фотографии Латвийского института и одним из основателей Латвийского музея фотографии, автором постоянной экспозиции «Развитие фотографии в Латвии. 1839—1940». С 2003 года член Объединения творческих союзов Латвии. До 2008 года — главный специалист Музея фотографии.
Петерис Корсакс был исследователем истории латвийской фотографии. Занимался исследованием наследия фотографа Мартиньша Буцлерса, изучением биографии изобретателя Вальтера Цаппаы и истории «VEF Minox». Петерис Корсакс был первым стипендиатом Фонда культуры Спидолса в Латвии. В 2009 году награждён Орденом Трёх звёзд IV степени. В 2022 году получил звание почетного гражданина Малты. Был награждён Памятным знаком участника баррикад 1991 года.
Петерис Корсакс умер 22 мая 2024, похоронен на кладбище в Кримулдской волости.

## Главные работы
- «Latviešu fotogrāfi — kara liecinieki» (2019)
- «Latgales fotogrāfi laika ritumā XIX—XXI gs.» (2021)
- «Eižens Finks. Fotogrāfs leģenda» (2022)